# Wincenty Godlewski
Wincenty Godlewski (biał. Вінцэнт Гадлеўскі, Wincent Hadleuski; ur. 16 listopada 1888 w Szuryczach, zm. 24 grudnia 1942 w Małym Trościeńcu pod Mińskiem) – ksiądz rzymskokatolicki pochodzenia białoruskiego, białoruski wydawca, publicysta, dziennikarz i polityk narodowy, historyk Kościoła.

## Młodość
W latach 1908–1912 uczył się w seminarium katolickim w Wilnie. W 1916 r. ukończył Metropolitarną Akademię Duchowną w Petersburgu jako magister teologii. Następnie został skierowany do Mińska jako wikariusz w kościele katedralnym mińskiej diecezji katolickiej. Jako jeden z pierwszych księży wprowadzał do obrzędowości język białoruski. Pod koniec maja 1917 r. uczestniczył w I zjeździe białoruskiego duchowieństwa katolickiego, na którym wygłosił wykłady pt. „Палітычна-народная акцыя каталіцкага духавенства на Беларусі” i „Стварэнне каталіцкай партыі”. Następnie wraz z księdzem Adamem Stankiewiczem założył Białoruskie Zjednoczenie Chrześcijańsko-Demokratyczne. Pisał pod pseudonimem W. Skalimanouski artykuły do jego organu prasowego „Крыніца”.

## Działalność w okresie Białoruskiej Republiki Ludowej
Od listopada 1917 r. współpracował z białoruskim seminarium duchownym, wygłaszał kazania po białorusku w mińskiej katedrze. W grudniu tego roku brał udział w I Zjeździe Wszechbiałoruskim w Mińsku. W 1918 r. wszedł w skład Rady Białoruskiej Republiki Ludowej. W listopadzie tego roku dzięki jego staraniom otwarte zostało w Mińsku Białoruskie Seminarium Duchowne, gdzie prowadził wykłady w języku ojczystym. Przez biskupa mińskiego został skierowany do Nieświeża, gdzie pełnił funkcję prefekta szkolnego i rektora kościoła benedyktyńskiego. Prowadził też lekcje historii kościoła katolickiego. W 1921 r. opublikował dokumenty z kazaniami po białorusku pochodzącymi z połowy XIX wieku.

## Działalność w II RP

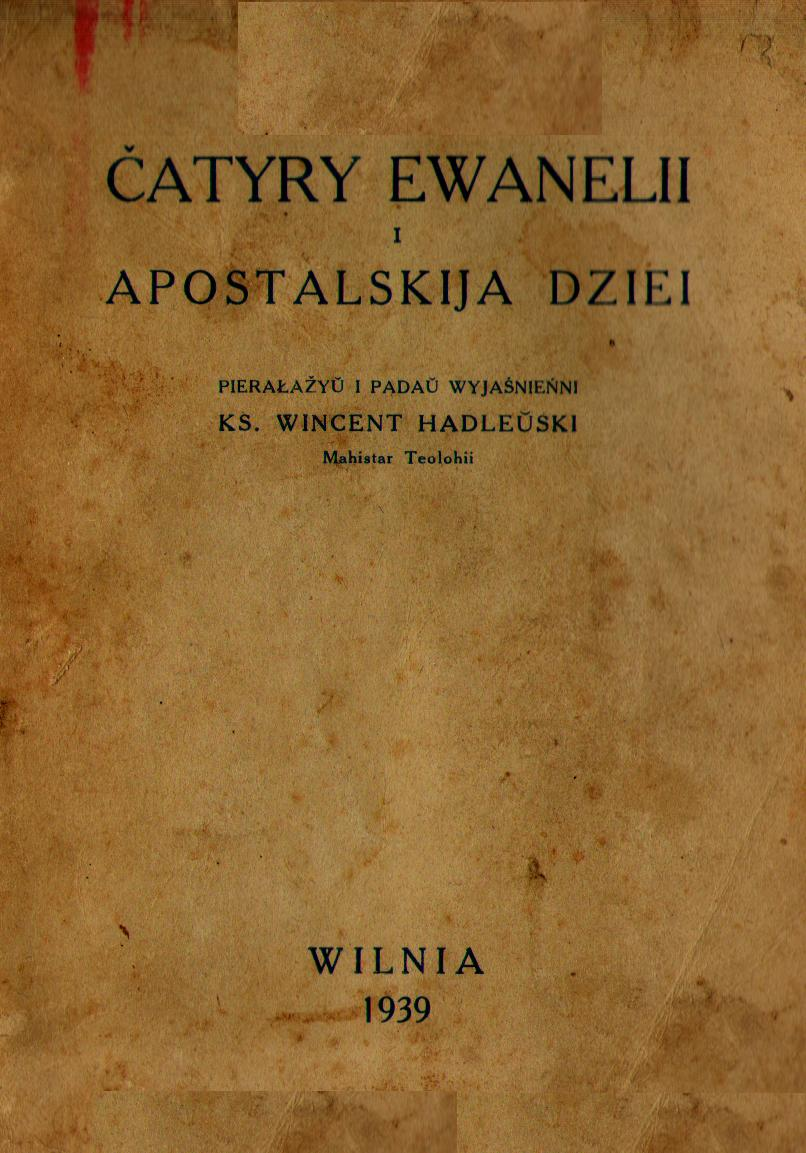
Przekład Ewangelii na język białoruski łacinką autorstwa Wincentego Godlewskiego

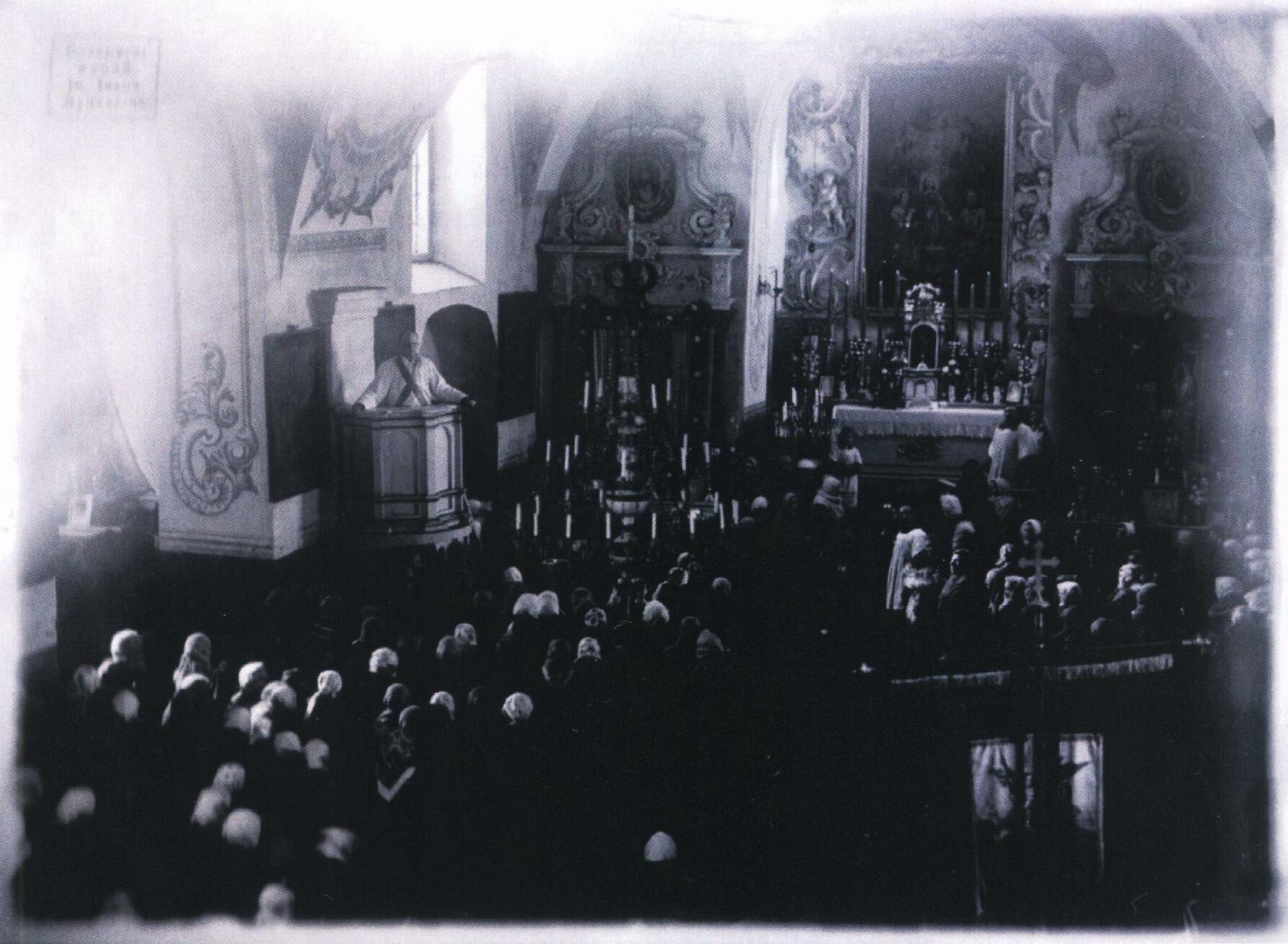
Ks. Wincenty Godlewski odprawia nabożeństwo

Po przyłączeniu Litwy Środkowej do Polski na pocz. 1922 r., wszedł w skład nowo powstałego Białoruskiego Komitetu Narodowego w Wilnie. W latach 1924–1927 pełnił posługę duchowną w parafii w miejscowości Żodziszkach. Prowadził wśród miejscowej ludności działalność pobudzającą białoruską świadomość narodową. Dwukrotnie w 1925 i 1926 r. był aresztowany przez polskie władze za organizowanie politycznych manifestacji. Sądy uznały go jednak za niewinnego. W marcu 1927 r. był z kolei oskarżany o działalność rewolucyjną polegającą na namawianiu dzieci do śpiewania hymnu białoruskiego „Адвеку мы спалі…”. Został skazany na karę 2 lat więzienia, którą odbył w Warszawie w więzieniu na Rakowieckiej. Po wyjściu na wolność w 1929 r. powrócił do Wilna. W 1932 r. był autorem podręcznika do historii chrześcijaństwa pt. „Гісторыя святая, або Біблейная Новага Закону”. Oprócz niego napisał wiele książek dotyczących historii katolicyzmu. Przetłumaczył na białoruski „Nowy Testament”, wydany w 1939 r. pt. „Чатыры Евангельлі і Апостальскія дзеі”. W 1936 r. założył Białoruski Front Narodowy o charakterze chadeckim i narodowym. Jego organem prasowym stało się pismo „Крыніца” (przemianowane na „Беларуская крыніца”), w którym ukazywały się artykuły ks. W. Hadleŭskiego dotyczące historii białoruskiego ruchu narodowego. Wydawał też pismo „Беларускі фронт”. Zajmował krytyczne stanowisko wobec większości narodowego ruchu białoruskiego, orientującego się na idee socjalistyczne.

## Okres 1939-41
Po klęsce wrześniowej Polski w 1939 r. pozostał po niemieckiej stronie granicy. Pod koniec 1939 r. współzakładał Białoruską Partię Niepodległościową (BNP). Od czerwca 1940 r. przebywał w Warszawie, gdzie pracował w Komitecie Białoruskim. W tym okresie napisał program BNP.

## Działalność po wybuchu wojny niemiecko-sowieckiej i śmierć
W czerwcu 1941 r. współorganizował w Berlinie Białoruskie Centrum Narodowe, które w zamyśle jego działaczy miało się stać zalążkiem władz niepodległego państwa białoruskiego. W przededniu ataku wojsk niemieckich na ZSRR był inicjatorem opracowania planu dywersyjnej akcji na terytorium Białorusi, przeprowadzonej przez pierwszy białoruski oddział szturmowy. Od września 1941 r. sprawował funkcję głównego inspektora szkolnego przy Generalnym Komisariacie „Białoruś”, działając na rzecz rozwoju narodowego szkolnictwa białoruskiego. Z jego inicjatywy w krótkim czasie powstało wiele białoruskich szkół podstawowych, średnich i specjalnych. Pod koniec 1941 r. wszedł w skład Rady Głównej Białoruskiej Samopomocy Ludowej. Jednocześnie założył konspiracyjny Białoruski Front Narodowy, jako kontynuację ugrupowania przedwojennego. Współpracował z niepodległościowymi działaczami Witautem Tumaszem i Franciszkiem Alachnowiczem. W nocy z 23 na 24 grudnia 1942 r. został aresztowany przez mińskie SD i następnego dnia bez procesu rozstrzelany na terenie obozu w Małym Trościeńcu pod Mińskiem.